# Régiment de Poitou (1682)
Pour les articles homonymes, voir Régiment de Poitou (homonymie).
Le régiment de Poitou est un régiment d’infanterie du royaume de France créé en 1616.

## Création et différentes dénominations
- 26 septembre 1616 : création du régiment d’Hostel
- 3 août 1624 : renommé régiment de Plessis-Praslin
- 1643 : renommé régiment d’Hostel
- 1650 : renommé régiment de Plessis-Praslin
- 31 août 1682 : renommé régiment de Poitou, au nom de cette province
- 10 décembre 1762 : passe à 4 bataillons après l'incorporation du régiment de Saint-Mauris
- 26 avril 1775 : dédoublé, ses 2e et 4e bataillons forment le régiment de Bresse
- 1er janvier 1791 : renommé 25e régiment d’infanterie de ligne
- 29 novembre 1794 : le2e bataillon est amalgamé dans la 50e demi-brigade de première formation
- 1795 : le  1er bataillon est amalgamé dans la 49e demi-brigade de première formation

## Équipement

### Drapeaux
6 drapeaux dont un blanc colonel, et 8 d’ordonnance, « bleux & rouges par opposition, & croix blanches ».

Drapeaux d’ordonnance
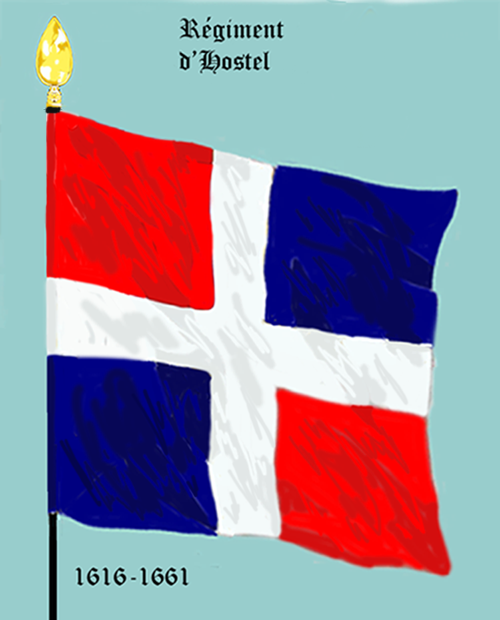
régiment d’Hostel de 1616 à 1624 et de 1643 à 1650
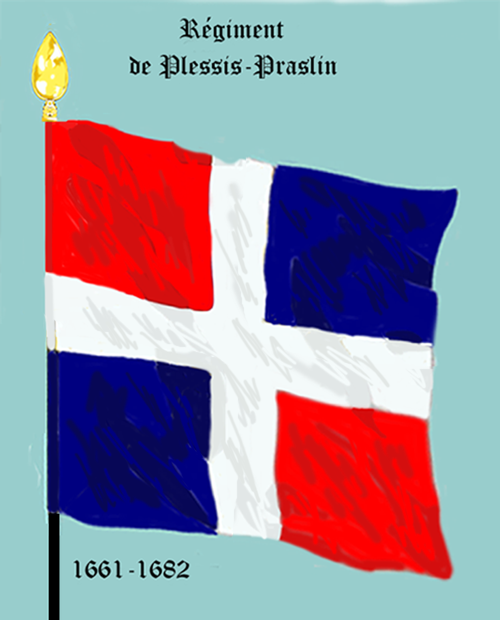
régiment du Plessis-Praslin de 1624 à 1643 et de 1650 à 1682
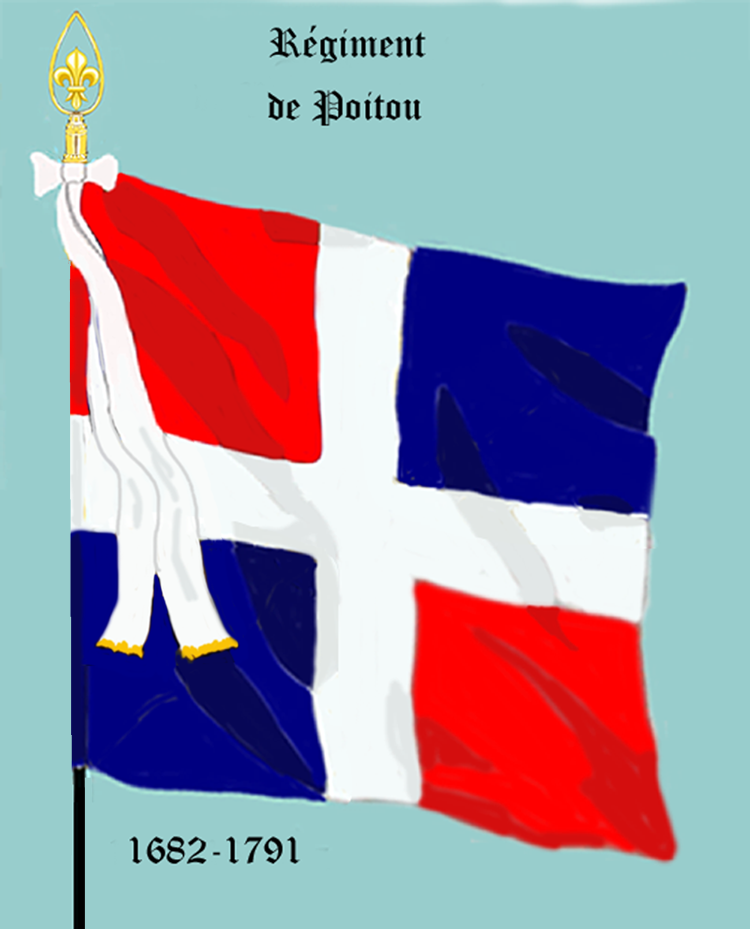
régiment de Poitou de 1682 à 1791

### Habillement

Uniformes
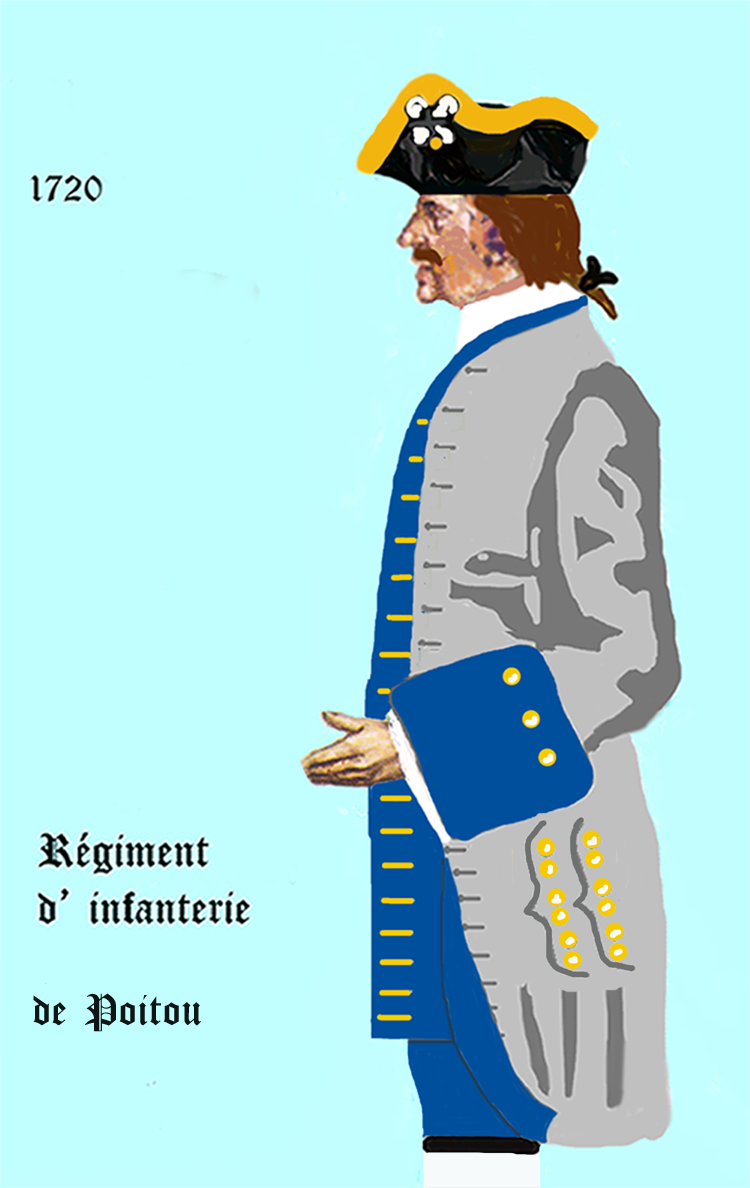
régiment de Poitou de 1720 à 1734
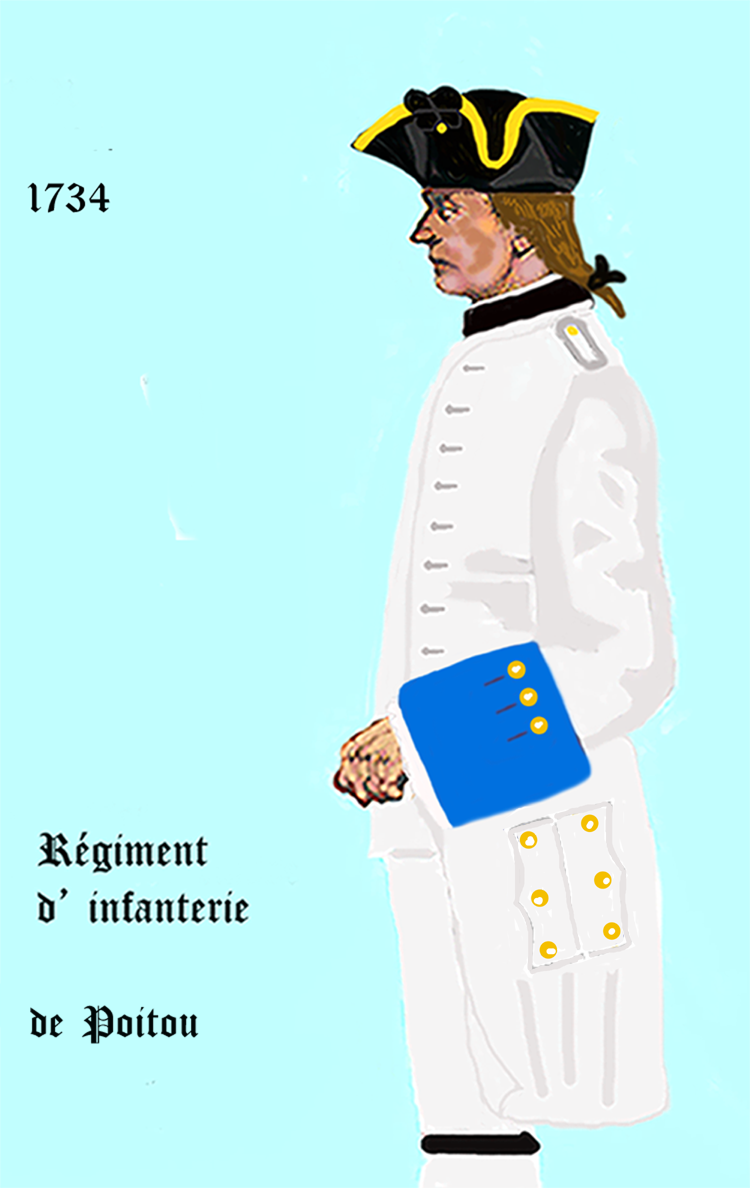
régiment de Poitou de 1734 à 1757
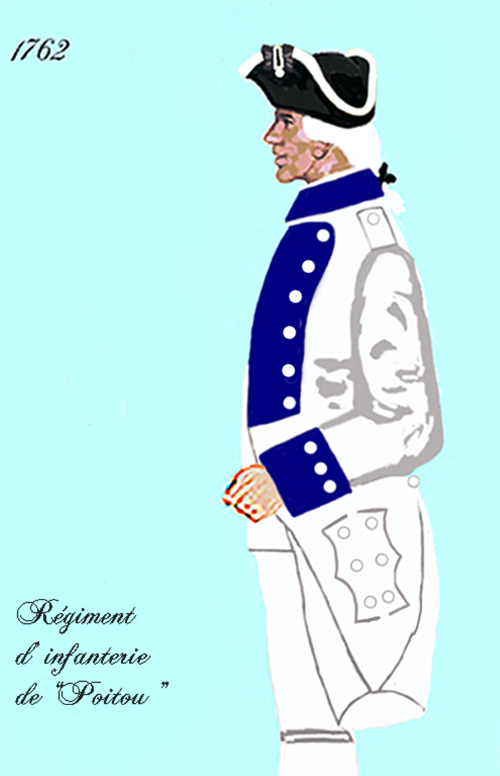
régiment de Poitou de 1762 à 1776
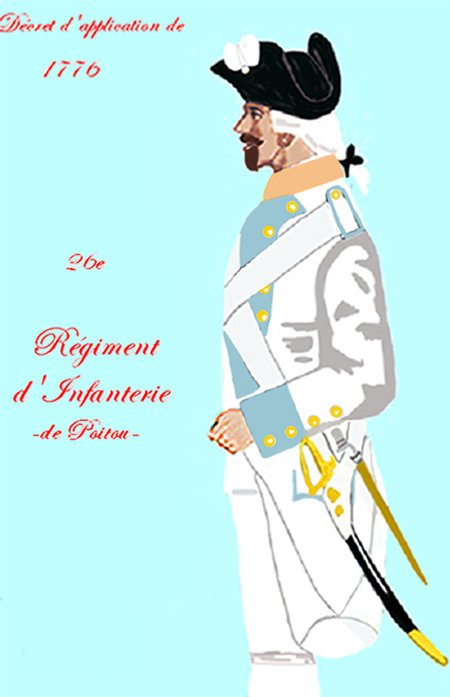
régiment de Poitou de 1776 à 1779

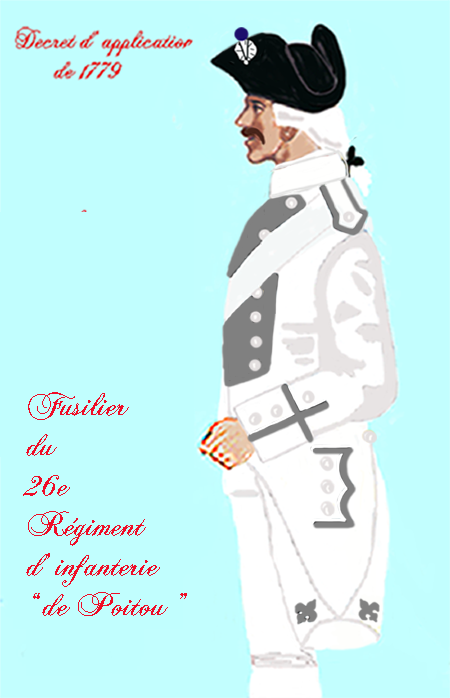
régiment de Poitou de 1779 à 1791
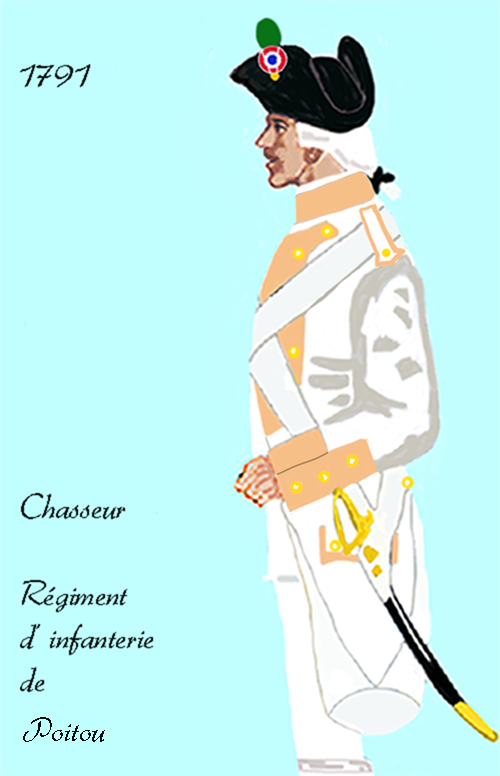
25e régiment d’infanterie de ligne de 1791 à 1795

## Historique

### Colonels et mestres de camp
- 16 septembre 1616 : César de Choiseul du Plessis-Praslin, comte d’Hostel, maréchal de France, † 23 décembre 1675
- 4 février 1643 : Charles de Choiseul du Plessis-Praslin, comte d’Hostel, maréchal de camp le 23 avril 1647, † 15 décembre 1650
- 17 décembre 1650 : Alexandre de Choiseul, comte de Plessis-Praslin, frère du précédent, maréchal de camp le 27 mars 1668, † 15 juin 1672
- 24 mai 1656 : César Auguste de Choiseul, comte de Plessis-Praslin, frère du précédent, brigadier le 27 mars 1668, maréchal de camp le 8 octobre 1669, lieutenant général le 25 février 1777, † 12 avril 1705
- 31 août 1682 : N. Duplessis-Dénégaud, marquis de Biville
- 3 novembre 1689 : Léonor de Mornay de Monchevreuil, comte de Mornay, brigadier le 3 janvier 1696, maréchal de camp le 29 janvier 1702, lieutenant général le 26 octobre 1704, † 18 octobre 1717
- 21 mars 1702 : Louis Charles de Monsaulnin, marquis de Montal
- 6 mars 1719 : Gabriel-Jacques de Salignac, marquis de Fénélon, brigadier le 1er février 1719, maréchal de camp le 1er août 1734, lieutenant général le 1er mars 1738, † 11 octobre 1746
- 19 février 1723 : César-Phébus-François, comte de Bonneval, brigadier le 1er janvier 1740, † 10 février 1775
- 2 janvier 1745 : François de Broglie, comte de Revel
- 29 novembre 1757 : Louis César Renaud, vicomte de Choiseul
- 3 janvier 1770 : Eugène Eustache de Mézières, comte de Béthisy
- 8 avril 1779 : Charles-Paul-François de Beauvilliers, comte de Buzançois
- 10 mars 1788 : Armand, marquis de Saint-Chamans de Rebenac
- 21 octobre 1791 : Charles de Redon
- 27 mai 1792 : Nicolas-Louis-Auguste de Roure de Brisson

### Campagnes et batailles
- Guerres de Religion 1585-1598
- Contre l'Espagne et l'Angleterre 1610-1630 « A l'attaque du pont de Garignan, Plessis-Praslin combattit à la française. » Chroniques, 1630.
- Guerre de Trente Ans 1635-1648
- La Fronde 1649-1652
- Espagne 1653-1659
- Guerre de Dévolution 1667-1668
- Guerre de Hollande 1672-1678 : « Avec des gens comme vous on doit attaquer hardiment, parce qu'on est sûr de vaincre. » Turenne, 1674.
- Guerre de la Ligue d'Augsbourg 1688-1697
- Guerre de Succession d'Espagne 1701-1713 :
  - En 1701, au début de la guerre de succession d'Espagne dans les Pays-Bas espagnols, deux bataillons du régiment de Poitou sont envoyés par le maréchal de Boufflers en 1701 pour défendre la place de Damme[2].
  - 1713, devant Fribourg (Forêt-Noire)
  - Espagne 1719
- d’octobre 1720 à décembre 1721 : en Provence pour garder la ligne du Jabron et contenir l’épidémie de peste[3].
- Guerre de Succession d'Autriche 1740-1748 « Les troupes ont montré une valeur au-dessus de l'humanité ; Poitou s'est couvert de gloire. » Prince de Conti, 1744.

Lors de la réorganisation des corps d'infanterie français de 1762, le régiment de Poitou est mis à quatre bataillons par l'incorporation du régiment de Saint-Mauris.
L'ordonnance arrête également l'habillement et l'équipement du régiment comme suit :
Habit, revers, veste et culotte blancs, parements et collet bleus, doubles poches en long avec chacune six boutons de deux en deux, quatre aussi de deux en deux sur les manches, cinq au revers, un détaché et quatre de deux en deux, quatre en dessous : boutons jaunes unis avec le no 14. Chapeau bordé d'or.
25e régiment d’infanterie de ligne
Le 25e régiment d’infanterie de ligne a fait les campagnes de 1792, 1793 et 1794 à l’armée du Nord.

### Quartiers
- 1705 : Marsal
- Givet et Charlemont[1]

## Mémoire et traditions

### Personnalités ayant servi au régiment
- Claude Antoine Capon de Château-Thierry

### Sources et bibliographie
- Lieutenant général de Vault, Mémoires militaires relatifs à la guerre d'Espagne sous Louis XIV, vol. 1, Imprimerie Royale (Paris), 1835, 910 p. (lire en ligne).
- Histoire de l’infanterie en France, par le lieutenant-colonel Belhomme, tome 1, Paris, Henri Charles-Lavauzelle
- Louis Susane, Histoire de l'ancienne infanterie française, t. 4, 1851, p. 214 à 218